# Bebe (canção de Era Istrefi)
"Bebe" (estilizado em letras maiúsculas) é uma canção da cantora e compositora kosovar-albanesa Era Istrefi lançada como single para download digital e streaming em 1º de abril de 2022 pela Bzzz e Leaf. A canção foi escrita por Istrefi e BimBimma, sendo produzida pela artista juntamente com Claydee. "Bebe" combina os gêneros EDM, electro dance, pop, R&B e música urbana em língua albanesa, enquanto liricamente explora os temas do desejo sexual, fantasias e atração física.
"Bebe" recebeu elogios dos críticos musicais após o lançamento, vários dos quais elogiaram a produção, o videoclipe, bem como a aparência e a entrega vocal de Istrefi. Comercialmente, a música alcançou o décimo lugar na Albânia e o top 40 na Suíça. Um videoclipe foi carregado no canal de Istrefi no YouTube em 31 de março de 2022. O vídeo descrito pela velha escola foi filmado na Suíça e retrata Istrefi em diferentes estilos e configurações.

## Antecedentes e composição
Istrefi começou a seguir uma carreira musical profissional em 2013 e alcançou reconhecimento internacional no início de 2016, após seu single inovador, "BonBon". O single posteriormente garantiu a ela um contrato de gravação com a Ultra Music, antes que ela deixasse a gravadora por questões internas no início de 2022. Servindo como seu primeiro single em mais de dois anos depois de "No Maybes", Istrefi revelou a capa da canção em suas contas de mídia social antes de sua estreia e anunciou a data de lançamento do videoclipe da música em 31 de março de 2022. As gravadoras Bzzz e Leaf o lançaram como single em formatos de download e streaming digital no dia seguinte, em 1º de abril de 2022.
Com duração de dois minutos e 28 segundos, "Bebe" foi escrito por Istrefi e o rapper kosovo-albanês BimBimma. Istrefi também produziu a música com o artista greco-albanês Claydee, que esteve envolvido na criação do single anterior de Istrefi, "Nuk E Di". O produtor kosovo-albanês BigBang e o produtor grego Paris Kalpos foram ainda creditados como os criadores das batidas. "Bebe" é caracterizada como uma canção que incorpora vários gêneros, incluindo EDM, electro dance, pop, R&B e urban. A música encontra Istrefi explorando os temas do desejo sexual e fantasias juntamente com a atração física de duas pessoas na letra da música em albanês.

## Recepção critica
"Bebe" recebeu críticas geralmente positivas dos críticos musicais. Zangba Thomson, escrevendo para a Bong Mines Entertainment, garantiu uma percepção positiva da música, reconhecendo o refrão "cativante" e os vocais "agradáveis". Thomson ainda sentiu que "[Bebe] serve como um saboroso aperitivo para o que os ouvintes podem esperar ouvir de Istrefi em um futuro próximo". Outro editor do Illyrian Pirates descreveu Istrefi como um "epítome de uma jovem mulher empoderada e positiva em relação ao sexo" e compareceu para elogiar a entrega vocal de Istrefi, bem como as melodias e a produção da música. Favorecendo o retorno da cantora, Sindi Reka da Top Albania Radio escreveu que "eles sentiram falta do estilo particular [de Istrefi]". Comercialmente, em alta no Spotify, a música alcançou a posição 33 na parada de singles suíços, como o terceiro recorde de Istrefi na Suíça.

## Vídeo de música
Um videoclipe de acompanhamento para "Bebe" foi carregado no canal oficial de Istrefi no YouTube em 31 de março de 2022 às 18:00 (CET). Imagens dos bastidores foram transmitidas no programa Goca dhe Gra do Top Channel em 30 de março de 2022. Filmado na Suíça, o videoclipe foi dirigido por Fati e produzido por Samet Kaya, tendo o primeiro e Enis Shaqiri contratados como diretores de fotografia. Apresenta cenas de Istrefi aparecendo em diferentes estilos e configurações, incluindo em uma área exclusiva repleta de objetos antigos e de alto valor, um clube definido de alto nível, um bar retrô de luxo e nas proximidades de um Bentley. Os críticos foram positivos em relação ao videoclipe, elogiando as configurações, bem como os penteados e roupas de Istrefi. Enquanto Thomson o rotulou como um vídeo "atraente", o editor do Illyrian Pirates concluiu que "[Istrefi] oferece um estilo old-school à mesa", acrescentando que "o visual se encaixa bem na faixa".

## Desempenho nas tabelas musicais
| Tabela musical (2022)       | Melhor posição |
| --------------------------- | -------------- |
| Suíça (Schweizer Hitparade) | 33             |

## Histórico de lançamento
| Região | Data                | Formato                    | Versão             | Gravadora | Ref.          |
| ------ | ------------------- | -------------------------- | ------------------ | --------- | ------------- |
| Várias | 1º de abril de 2022 | Download digital streaming | Original           | Bzzz Leaf | [ 16 ] [ 17 ] |
| Várias | 8 de junho de 2022  | Download digital streaming | Remix (Gon Haziri) | Bzzz Leaf | [ 18 ] [ 19 ] |